# Harry Partch

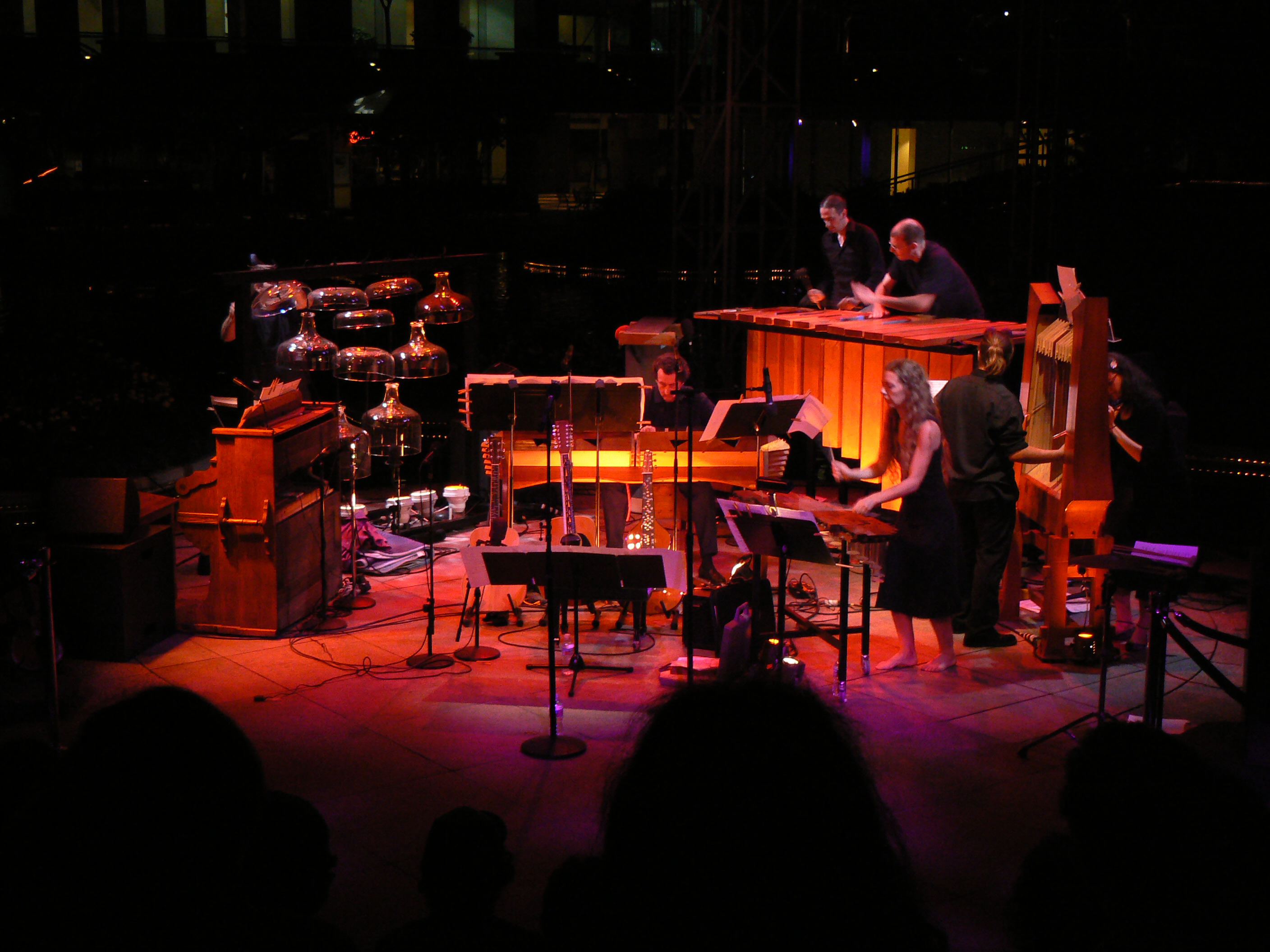

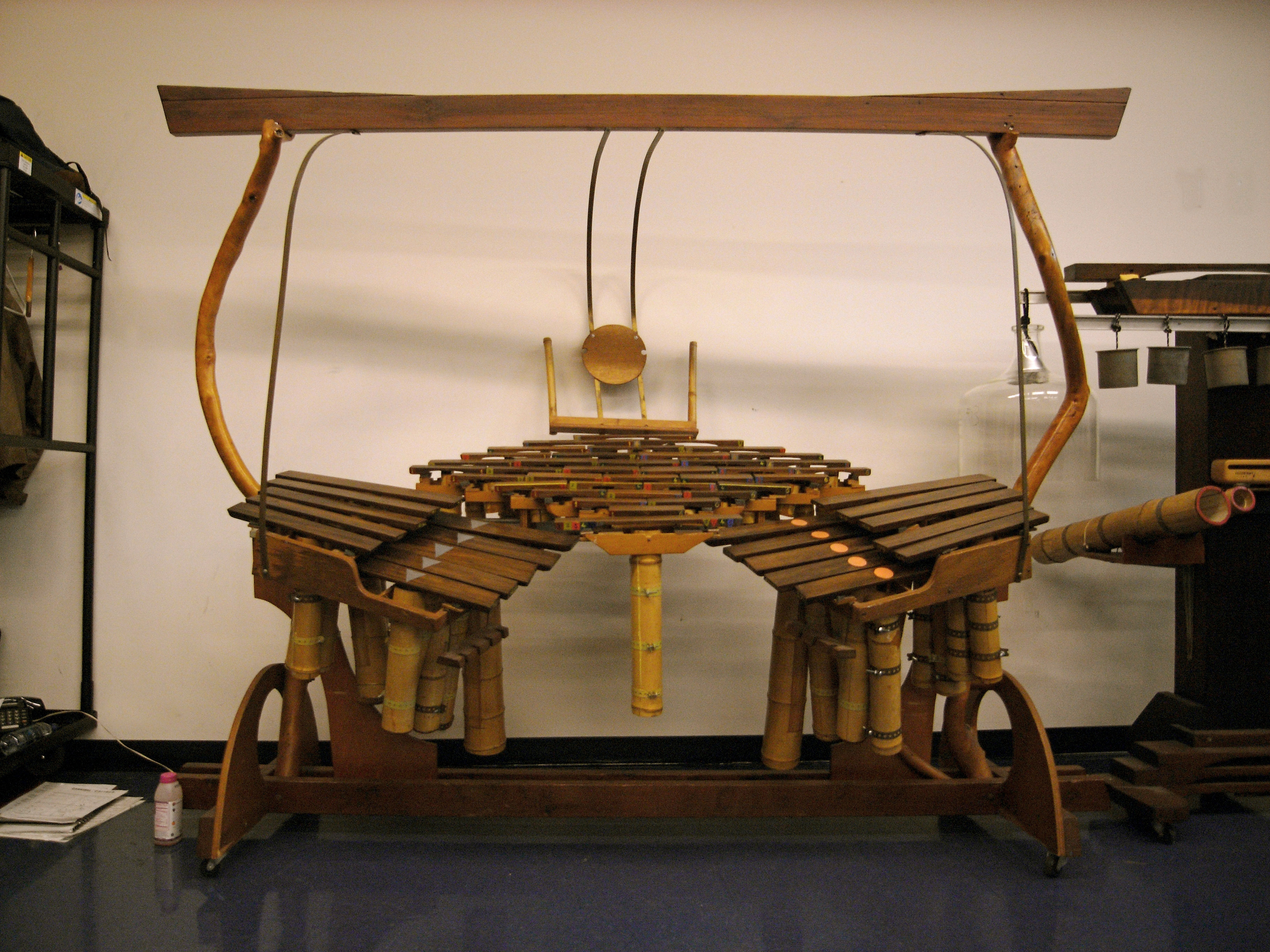
Quadrangularus Reversum, Harry Partch

Harry Partch (ur. 24 czerwca 1901 w Oakland, Kalifornia, zm. 3 września 1974 w San Diego, Kalifornia) – amerykański kompozytor, teoretyk muzyki, budowniczy instrumentów, autodydakta.
Poświęcił się przede wszystkim muzyce, opartej na oryginalnych wizjach scenicznych, a często także na własnych tekstach, komponowanej na instrumenty, które sam budował, realizując wymarzony oryginalny system dźwiękowy.

## Partch Diamante

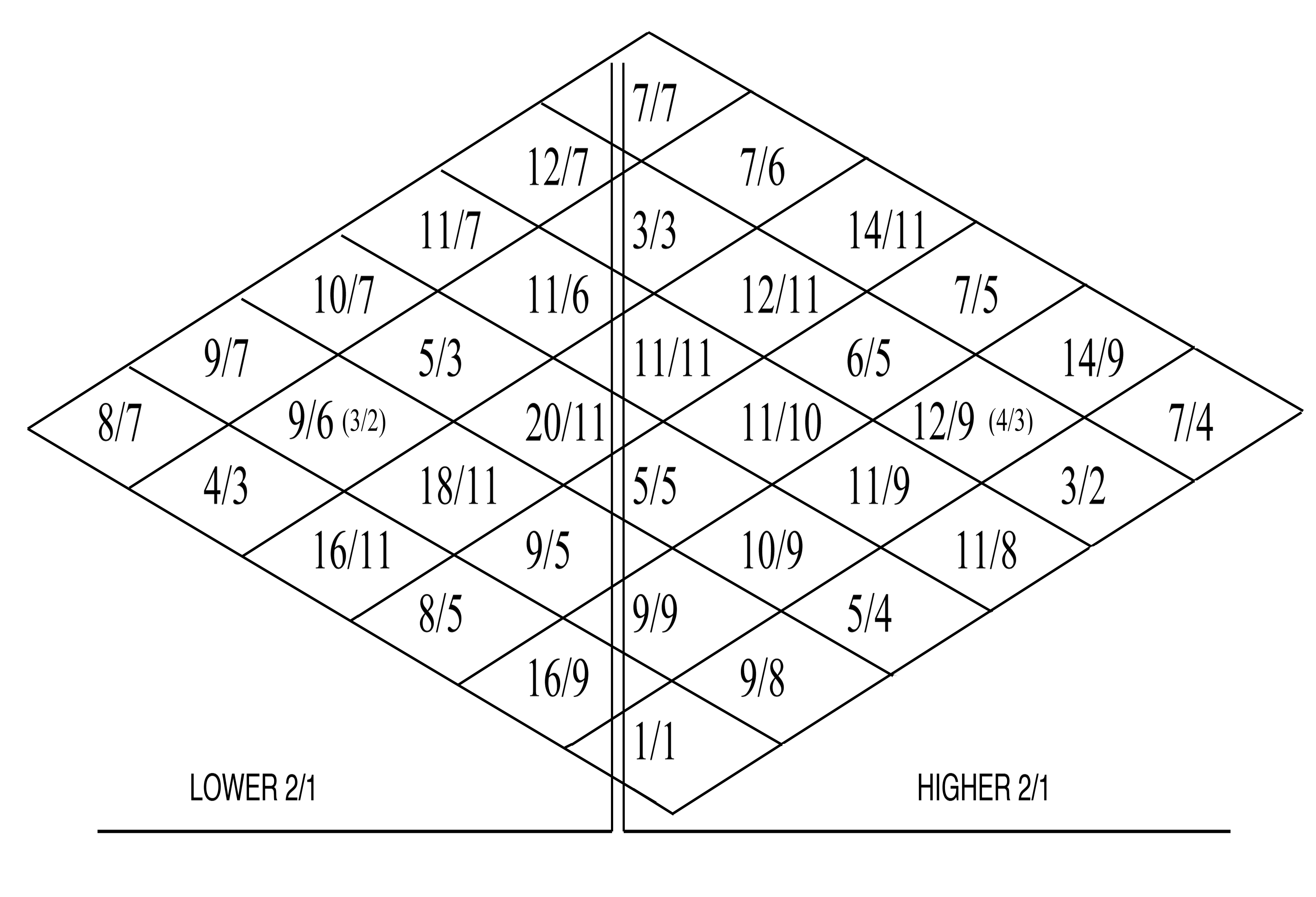
Harry Partch: Partch Diamante 2

```
         7/4
      3/2   7/5
   5/4   6/5   7/6
1/1   1/1   1/1   1/1
   8/5   5/3   12/7
      4/3   10/7
         8/7
```

## Dyskografia

### Albumy
- The World of Harry Partch (Columbia Masterworks MS 7207 & MQ 7207, 1969, out of print) "Daphne of the Dunes", "Barstow", and "Castor & Pollux", conducted by Danlee Mitchell under the supervision of the composer.
- Delusion of the Fury (LP Columbia Masterworks M2 30576, 1971; CD Innova 406, 2001) "Delusion of the Fury", conducted by Danlee Mitchell under the supervision of the composer and "EXTRA: A Glimpse into the World of Harry Partch", composer introduces and comments on the 27 unique instruments built by him.
- Enclosure II (early speech-music works) (Innova 401)
- Enclosure V ("On a Greek Theme") (Innova 405)
- Enclosure VI ("Delusion of the Fury") (Innova 406)[1]
- The Seventeen Lyrics of Li Po (Tzadik, 1995). ASIN B000003YSU.
- Revelation In The Courthouse Park (Tomato Records TOM-3004, 2003)

### Video
- Enclosure I (Innova 400, VHS) Four films by Madeline Tourtelot[2]
- Enclosure IV (Innova 404, VHS) "Delusion", "Music of HP"[3]
- Enclosure VII (Innova 407, DVD) "Delusion", "Dreamer", Bonus Album, "Revelation"[4]
- Enclosure VIII (Innova 399, DVD) Four Films by Madeline Tourtelot: "Music Studio," "Windsong," "U.S. Highball," and "Rotate the Body in All Its Planes," with "The Music of Harry Partch" KEBS-TV documentary, "Barstow" and "Castor and Pollux"[5].
- Musical Outsiders: An American Legacy - Harry Partch, Lou Harrison, and Terry Riley. Directed by Michael Blackwood. (1995)